# Anna Belknap
Anna Belknap (Damariscotta, Maine, 22 de maio de 1972) é uma atriz norte-americana, conhecida pela personagem Lindsay Monroe da série de televisão CSI: NY.

## Filmografia

### Televisão
| Período   | Título                            | Personagem     |
| --------- | --------------------------------- | -------------- |
| 1996      | Homicide: Life on the Street      | Julia Pfeiffer |
| 1999      | Trinity (série de TV)             | Mulher         |
| 1999      | Law & Order                       | Jessica Buehl  |
| 2000–2001 | Deadline                          | Chase          |
| 2001      | The Education of Max Bickford     | Mimi Askew     |
| 2001      | Law & Order: Special Victims Unit | Sarah Kimmel   |
| 2003–2004 | The Handler                       | Lily           |
| 2004      | The Jury                          | Karen Linney   |
| 2004–2005 | Medical Investigation             | Eva Rossi      |
| 2005      | Without a Trace                   | Paige Hobson   |
| 2005      | The Comeback                      | Sara Peterman  |
| 2005      | Alchemy                           | Marissa        |
| 2005      | The Reality Trap                  | Tracy          |
| 2005–2013 | CSI: NY                           | Lindsay Monroe |